# Cmentarz żydowski w Oławie
Cmentarz żydowski w Oławie – powstał w 1818 roku i obecnie zajmuje 0,2 ha. Zachowało się około czterdziestu nagrobków. Znajduje się przy ul. Cichej w Oławie. Przetrwał nienaruszony okres III Rzeszy, jednak uległ pewnej dewastacji w okresie powojennym. Zachował się też dom przedpogrzebowy zamieniony na pomieszczenie mieszkalne. Nekropolię wpisano do rejestru zabytków 7 marca 1977.

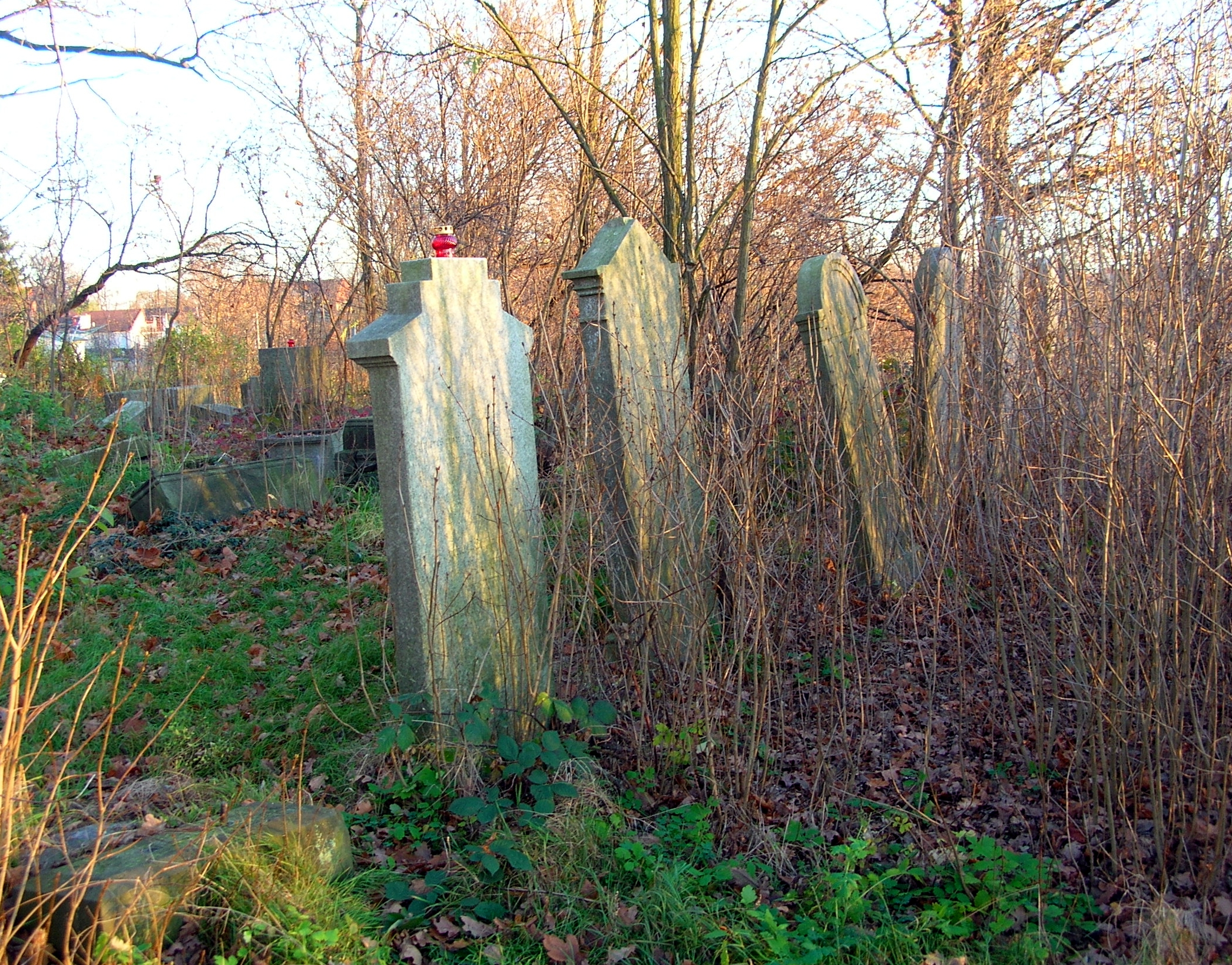
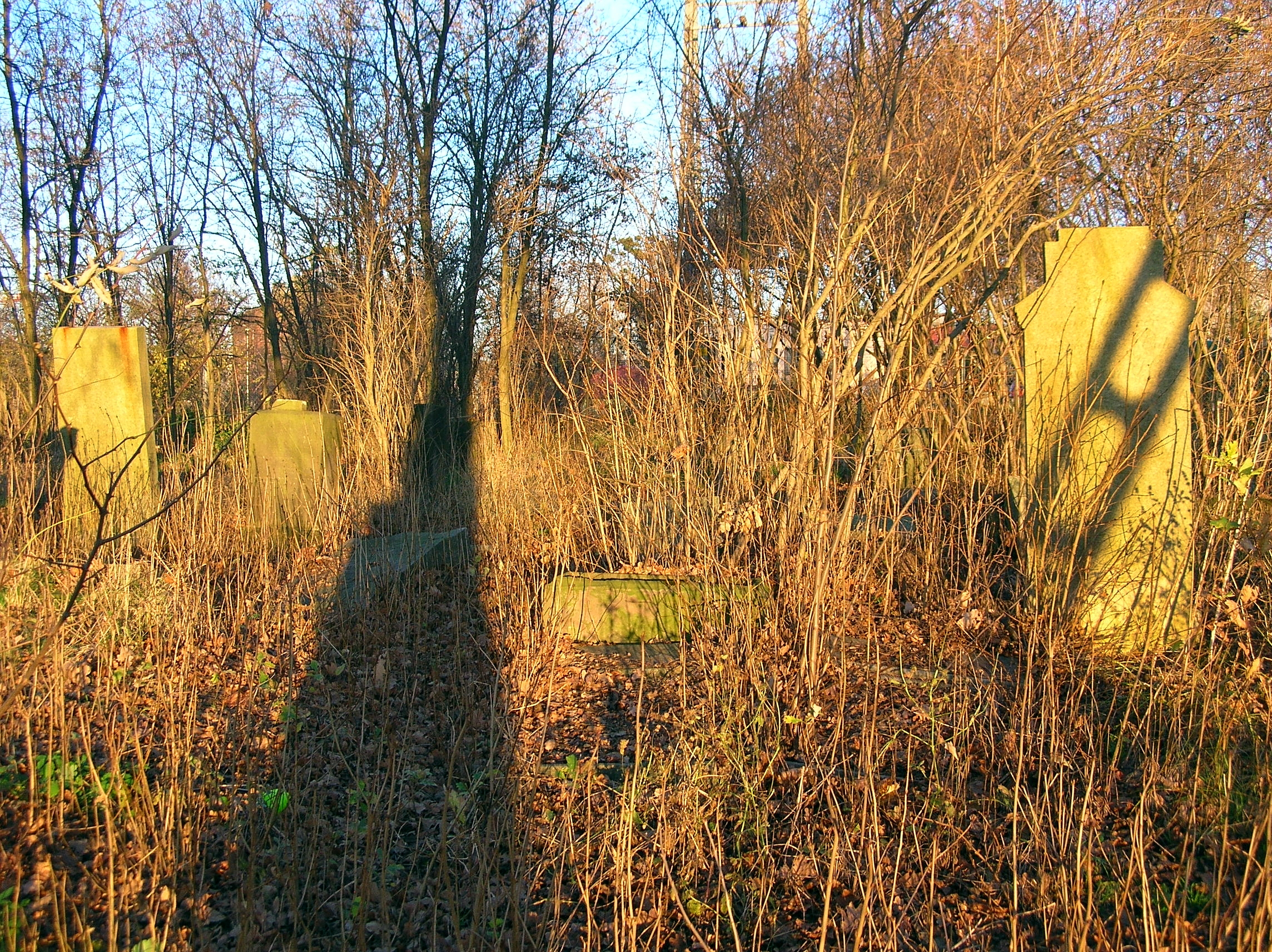
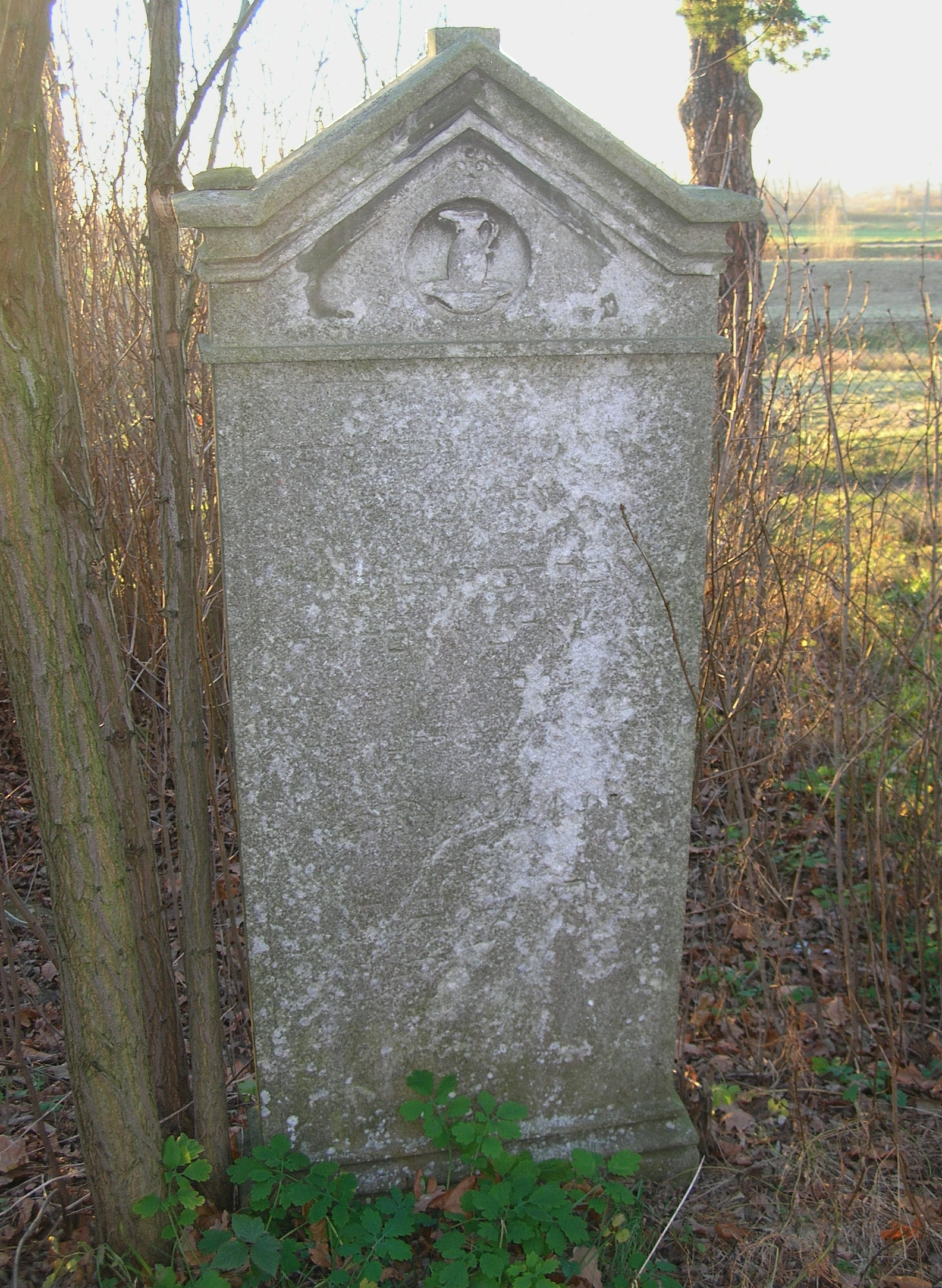